# Rifle Whitworth

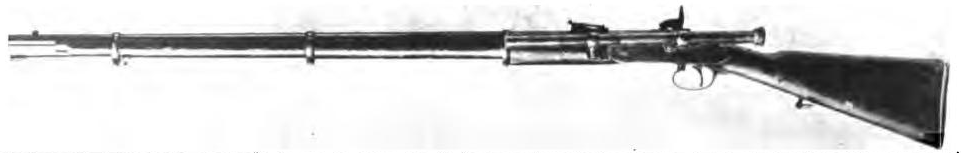
Um Rifle Whitworth.

O Rifle Whitworth, foi um mosquete estriado de tiro único, desenvolvido por Joseph Whitworth na Inglaterra. Ele usava um inovador sistema de estriamento poligonal patenteado em 1854, ano em que o desenvolvimento do rifle teve início, sendo lançado em 1857. Usava uma bala específica, possuindo excelente precisão de longo alcance para a época.

## Utilização
O Whitworth, quando usado com uma mira telescópica, foi o primeiro fuzil de precisão do mundo e foi usado  por Sharpshooter confederados na Guerra Civil Americana, que mataram vários generais da União, incluindo John F. Reynolds ( morto em 1º de julho de 1863 em Gettysburg) e John Sedgwick (morto em 9 de maio de 1864 na Spotsylvania), dois dos oficiais mais graduados da União mortos durante a Guerra Civil.
Em outubro de 2017, um exemplar remanescente de um rifle Whitworth foi leiloado atingindo a marca de US $ 161.000 e outros exemplares atingiram marcas semelhantes.
O Rifle Whitworth foi considerado o melhor rifle em termos de precisão da época, quando comparado a outros rifles britânicos, franceses, americanos e outros.